# Trio de Ferro Paranaense

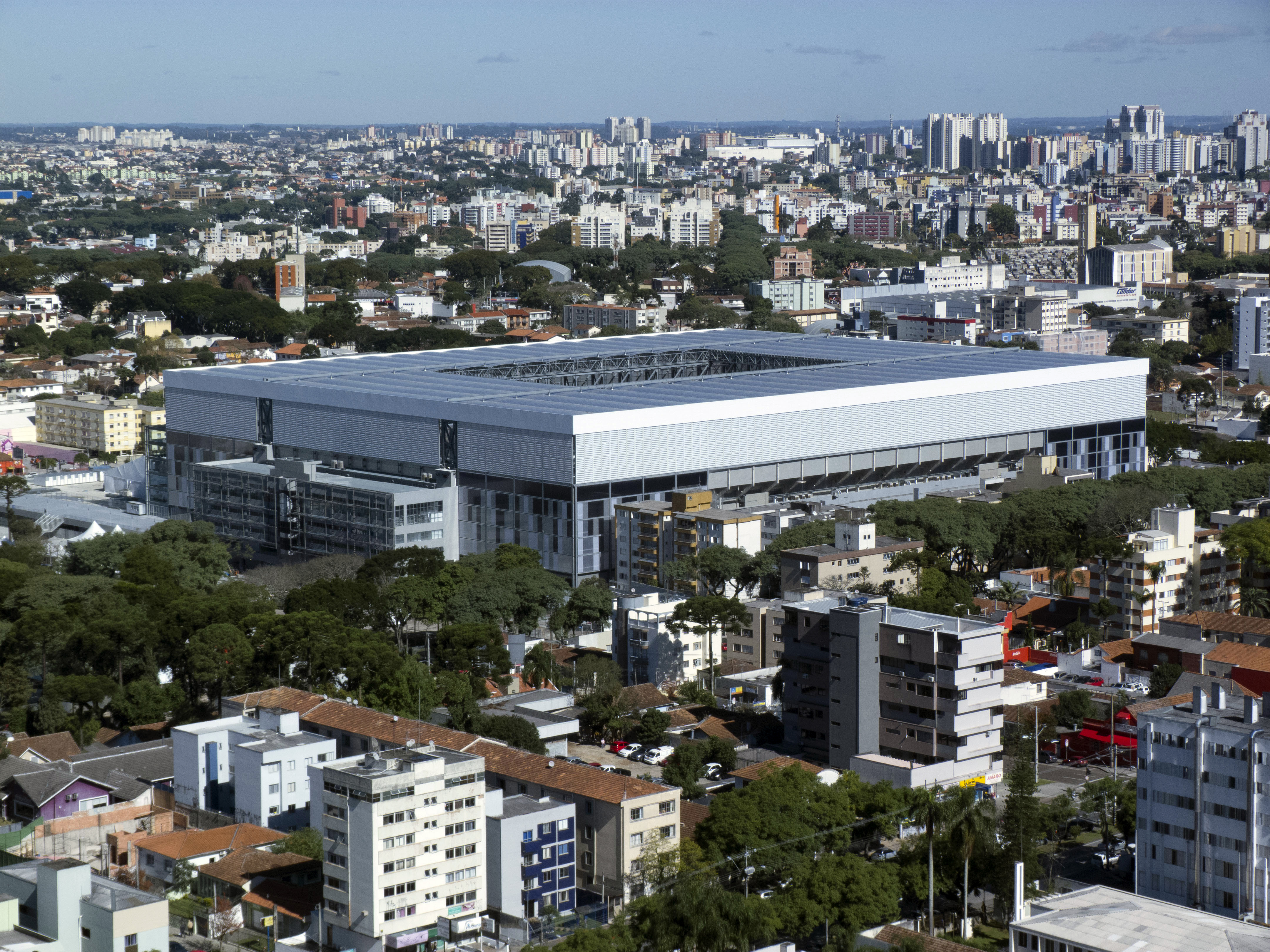
Arena da Baixada (CAP), capacidade para cerca de 42.000.

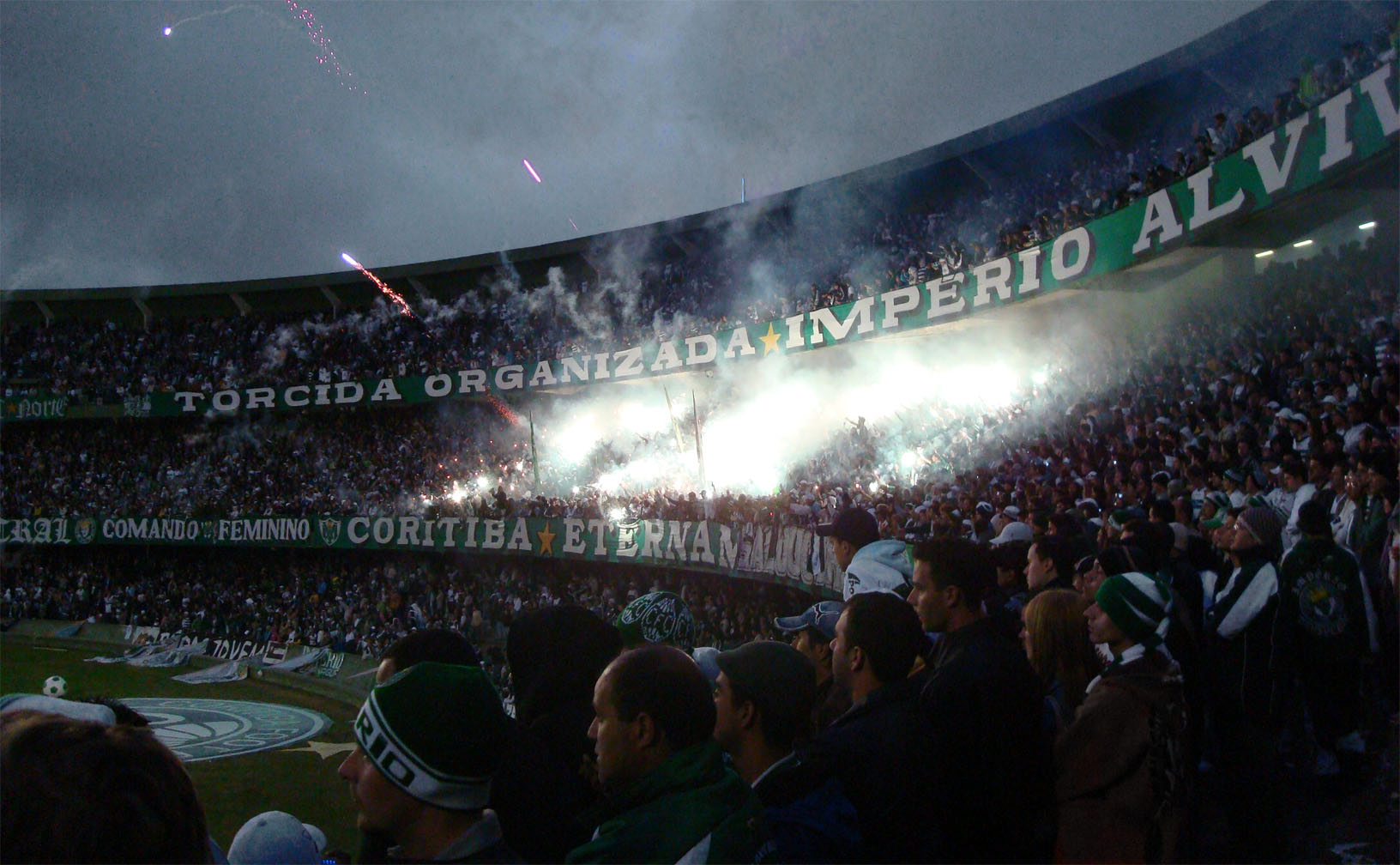
Estádio Couto Pereira (CFC), capacidade para cerca de 40.000.

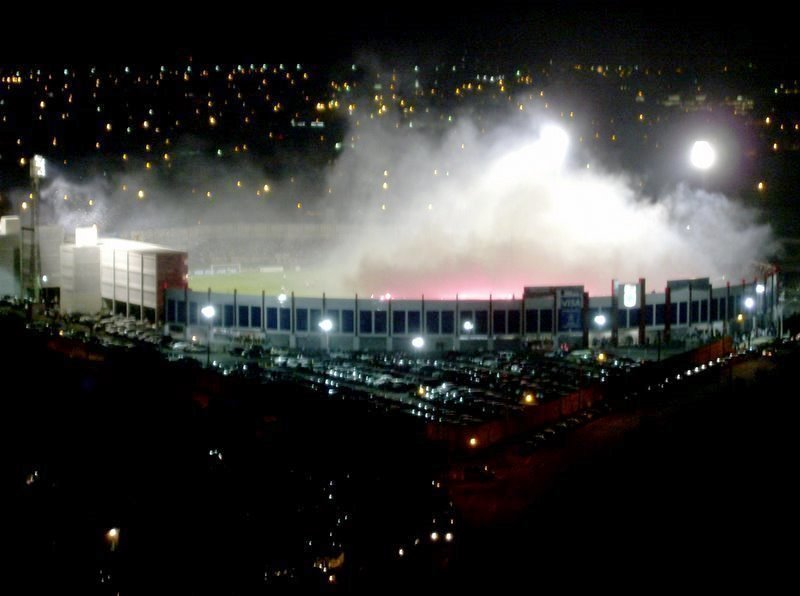
Estádio da Vila Capanema (PC), capacidade para cerca de 20.000.

Trio de Ferro Paranaense é a denominação para a tríade dos maiores clubes tradicionais de futebol do Paraná. É formado pelo Club Athletico Paranaense, Coritiba Foot Ball Club e pelo Paraná Clube.
A denominação foi criada ainda nos tempos do antigo Ferroviário, um dos clubes que viriam a formar o Paraná Clube e que foi extinto em 1971 para dar lugar ao Colorado, que iria depois redundar na criação do Paraná em 1989, após fusão com o Pinheiros, e que passaria a fazer parte dessa tríade herdando as tradições dos clubes que o formaram e conquistando títulos importantes desde então.
Esses são também os três primeiros clubes paranaenses colocados no Ranking Histórico de pontos do Campeonato Brasileiro de Futebol até 2022, Athletico 13º, Coritiba 15º e Paraná 26º.

## Clássicos envolvendo o Trio de Ferro Paranaense
- Atletiba
- Paratiba
- Paratico